# Félix María Samaniego

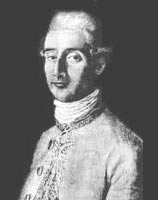
Félix María Samaniego

Félix María Samaniego (* 12. Oktober 1745 als Félix María Serafín Sánchez de Samaniego in Laguardia, Álava; † 11. August 1801 ebenda) war ein spanischer Dichter, der mit seinen Fabeln für die Geschichte der spanischen Literatur bedeutsam wurde.

## Leben und Werk
Félix María Samaniego entstammte einer wohlhabenden und angesehenen Familie. Er studierte die Rechtskunde in Valladolid und unternahm Reisen nach Frankreich, wo er sich mit den Ideen der Enzyklopädisten und der französischen Kultur vertraut machte. Samaniego lebte einige Jahre in Bilbao und beteiligte sich an der Veröffentlichung an Polemiken.
Seine 175 Fábulas morales, entstanden zwischen 1781 und 1784, waren inspiriert von den Werken Äsops, Phädrus’ und den Fabeln von La Fontaine, denen er auch die Themen seiner Fabeln entlehnte. Neben seinem Zeitgenossen Tomás de Iriarte (1750–1791), an dem er sich orientierte, gilt Samaniego als bedeutendster Dichter seiner Zeit, dessen Versdichtung sich durch eine „natürliche Sprache und anmutige Dialoge“ auszeichnet.